# MTV Video Music Award – teledysk przełomowy
Poniższa lista przedstawia kolejnych zwycięzców nagrody MTV Video Music Awards w kategorii Breakthrough Video.
| Rok  | Wykonawca                           | Piosenka                   |
| ---- | ----------------------------------- | -------------------------- |
| 1988 | INXS                                | "Need You Tonight/Mediate" |
| 1989 | Art of Noise (wraz z Tomem Jonesem) | "Kiss"                     |
| 1990 | Tears for Fears                     | "Sowing the Seeds of Love" |
| 1991 | R.E.M.                              | "Losing My Religion"       |
| 1992 | Red Hot Chili Peppers               | "Give It Away"             |
| 1993 | Los Lobos                           | "Kiko & the Lavender Moon" |
| 1994 | R.E.M.                              | "Everybody Hurts"          |
| 1995 | Weezer                              | "Buddy Holly"              |
| 1996 | Smashing Pumpkins                   | "Tonight, Tonight"         |
| 1997 | Jamiroquai                          | "Virtual Insanity"         |
| 1998 | The Prodigy                         | "Smack My Bitch Up"        |
| 1999 | Fatboy Slim                         | "Praise You"               |
| 2000 | Björk                               | "All Is Full of Love"      |
| 2001 | Fatboy Slim                         | "Weapon of Choice"         |
| 2002 | The White Stripes                   | "Fell In Love With a Girl" |
| 2003 | Coldplay                            | "The Scientist"            |
| 2004 | Franz Ferdinand                     | "Take Me Out"              |
| 2005 | Gorillaz                            | "Feel Good Inc."           |
| 2009 | Matt & Kim                          | "Lessons Learned"          |
| 2010 | The Black Keys                      | "Tighten Up"               |